# Mischocyttarus campestris
Mischocyttarus campestris är en getingart som beskrevs av Lynn R.G. Raw 1987. Mischocyttarus campestris ingår i släktet Mischocyttarus och familjen getingar. Inga underarter finns listade i Catalogue of Life.